# (232) Rusia
(232) Rusia es un asteroide perteneciente al cinturón de asteroides descubierto el 31 de enero de 1883 por Johann Palisa desde el observatorio de Viena, Austria.
Está nombrado por Rusia, un país del este de Europa y norte de Asia.